# Edem Mahu
Pour les articles homonymes, voir Mahu (homonymie).
Edem Mahu est une géoscientifique ghanéenne qui est maître de conférences à l'université du Ghana. Ses recherches portent sur les sciences océaniques et le changement climatique. Elle reçoit en 2022 le Africa Award for Research Excellence in Ocean Sciences décerné par l'Union américaine de géophysique.

## Formation
Mahu postule pour étudier la médecine à l'université, mais décide de se diriger vers l'océanographie et la pêche. Elle obtient son doctorat en océanographie à l'université du Ghana. Ses recherches utilisent des radio-isotopes pour reconstituer l'histoire de la dissolution des métaux lourds sur les rives du golfe de Guinée. Elle analyse des carottes de sédiments et construit une base de données décrivant la distribution et la toxicité des métaux traces. Au cours de ses recherches doctorales, elle effectue deux stages de recherche à l'université d'État de San José, où elle travaille aux Moss Landing Marine Laboratories (en),,. Après avoir obtenu son doctorat, Mahu devient la première biogéochimiste marine au Ghana. 

## Recherche et carrière
Mahu commence à travailler sur un projet de l'Organisation pour les femmes et la science pour le monde en développement visant à développer des kits de test d'éléments nutritifs du sol couplés à un androïde bon marché pour les terres agricoles ghanéennes. Mahu travaille sur un projet de la Fondation internationale pour la science qui cherche à comprendre la toxicité de la pollution par les métaux lourds au Ghana. Elle est membre de "l'Emploi des chercheuses dans les missions clés" ("Employment of female researchers in Key Assignments", ERIKA), qui fait partie du forum du Partenariat pour l'observation des océans mondiaux (Partnership for Observation of the Global Oceans (en), POGO) qui cherche à améliorer la représentation des femmes dans la recherche marine. 
Les recherches de Mahu visent à améliorer la qualité et la diversité de l'eau au Ghana. 

## Distinctions
- 2020 Membre élue de l'Académie africaine des sciences[7]
- 2020 Bourse Royal Society Future Leaders - African Independent Research (FLAIR) [4]
- 2021 Prix des explorateurs émergents de la National Geographic Society[8],[1]
- 2022 American Geophysical Union Africa Award for Research Excellence in Ocean Sciences [3]

## Publications (sélection)
- (en) Stella Aseye Adika, Edem Mahu, Richard Crane, Rob Marchant, Judith Montford, Regina Folorunsho, Christopher Gordon, Adika, S.A., Mahu, E., Crane, R., Marchant, R., Montford, J., Folorunsho, R. et Gordon, C., « Microplastic ingestion by pelagic and demersal fish species from the Eastern Central Atlantic Ocean, off the Coast of Ghana », Bulletin sur la pollution marine, Elsevier, vol. 153,‎ 22 février 2020 et 2020, p. 110998 (ISSN 0025-326X et 1879-3363, OCLC 859655281, PMID 32275547, DOI 10.1016/J.MARPOLBUL.2020.110998).
- (en) Edem Mahu, Elvis Nyarko, Samuel Hulme, Kenneth H Coale, Mahu, E., Nyarko, E., Hulme, S. et Coale, K.H., « Distribution and enrichment of trace metals in marine sediments from the Eastern Equatorial Atlantic, off the Coast of Ghana in the Gulf of Guinea », Bulletin sur la pollution marine, Elsevier, vol. 98, nos 1-2,‎ 29 juin 2015 et 2015, p. 301-307 (ISSN 0025-326X et 1879-3363, OCLC 859655281, PMID 26139460, DOI 10.1016/J.MARPOLBUL.2015.06.044).
- Chico-Ortiz, Mahu, Crane et Gordon, « Microplastics in Ghanaian coastal lagoon sediments: Their occurrence and spatial distribution », Regional Studies in Marine Science, vol. 40,‎ novembre 2020, p. 101509 (ISSN 2352-4855, DOI 10.1016/j.rsma.2020.101509, lire en ligne)